# نهان پشت ابر
| بررسی انتقادی   | بررسی انتقادی |
| منبع            | رتبه‌بندی      |
| --------------- | ------------- |
| آل میوزیک       | [ ۱ ]         |
| رابرت کریستگاو  | C             |
| جورج استاروستین | (۸/۱۰)        |

نهان پشت ابر (به انگلیسی: Obscured by Clouds) نام هفتمین آلبوم از گروه موسیقی پراگرسیو راک بریتانیایی، پینک فلوید است که برای فیلمی فرانسوی با نام La Vallée به کارگردانی باربت شرودر ساخته شده بود. این آلبوم در ژوئن ۱۹۷۲ عرضه شد و به صدر نمودارهای آلبوم‌های فرانسه رفت و در بریتانیا هم به مکان بهتر از ششم دست نیافت. این آلبوم در سال ۱۹۸۶ هم به صورت لوح فشرده منتشر شد. ساخت این آلبوم موسیقی متن در شرایطی بود که گروه در حال کار بر روی آلبوم نیمه تاریک ماه بود. آهنگ ?Wot's... Uh the Deal از این آلبوم توسط دیوید گیلمور در تورهای وی اجرا می‌شده‌است.

## جلد آلبوم
جلد آلبوم مردی را نشان می‌دهد که بر روی یک درخت نشسته، اما نوع عکسبرداری تصویر را مبهم نشان می‌دهد.

## فهرست آهنگ‌ها
| سمت نخست | سمت نخست                                       | سمت نخست     | سمت نخست |
| شماره    | نام                                            | خواننده      | مدت      |
| -------- | ---------------------------------------------- | ------------ | -------- |
| ۱.       | «تیره و تار در پشت ابر (سازی)» (گیلمور، واترز) | ندارد        | ۳:۰۳     |
| ۲.       | «وقتی اینجایی» (گیلمور، واترز، رایت، میسن)     | ندارد        | ۲:۳۰     |
| ۳.       | «پل‌های شعله‌ور» (رایت، واترز)                   | گیلمور، رایت | ۳:۲۹     |
| ۴.       | «طلا در ...است» (گیلمور، واترز)                | گیلمور       | ۳:۰۷     |
| ۵.       | «چی؟...آها معامله» (گیلمور، واترز)             | گیلمور       | ۵:۰۸     |
| ۶.       | «مودمن» (رایت، گیلمور)                         | ندارد        | ۴:۲۰     |

| سمت دوم | سمت دوم                                     | سمت دوم | سمت دوم |
| شماره   | نام                                         | خواننده | مدت     |
| ------- | ------------------------------------------- | ------- | ------- |
| ۷.      | «پایان کودکی» (گیلمور)                      | گیلمور  | ۴:۳۱    |
| ۸.      | «چهار آزاد» (واترز)                         | واترز   | ۴:۱۵    |
| ۹.      | «بمان» (واترز، رایت)                        | رایت    | ۴:۰۵    |
| ۱۰.     | «کاملاً پوشیده» (گیلمور، واترز، رایت، میسون) | بی کلام | ۵:۵۲    |

## اعضا
- راجر واترز - خواننده، گیتار بیس، سینث‌سایزر
- ریک رایت - خواننده، سینث‌سایزر - کیبرد
- دیوید گیلمور - پدال استیل گیتار، خواننده، گیتار، سینث‌سایزر
- نیک میسن - درام و ساز کوبه‌ای